# Kaechon
Kaech'ŏn (Hangul: 개천시, Hanja: 价川市) là một thành phố thuộc tỉnh Pyongan Nam của Bắc Triều Tiên. Các dãy núi Myohyangsan, Changansan, Ch'ŏnsŏngsan, và Ch'ŏngryongsan chụm lại vào nhau tại Kaechon. Đỉnh cao nhất là Paekt'apsan. Sông quan trọng nhất thành phố là Ch'ŏngch'ŏn và Sông Đại Đồng. 61% diện tích thành phố là rừng.